# شبگرد روونزوری
شبگرد روونزوری (نام علمی: Caprimulgus ruwenzorii) نام یک گونه از تیره شبگردان است.